# Hippoglossoides dubius
Hippoglossoides dubius är en fiskart som beskrevs av Schmidt, 1904. Hippoglossoides dubius ingår i släktet Hippoglossoides och familjen flundrefiskar. Inga underarter finns listade i Catalogue of Life.